# Исторические концерты (Василенко)
Исторические концерты — серия общедоступных абонементных концертов при ИРМО, организованных в Москве С. Н. Василенко с целью знакомства широкой публики с музыкой разных эпох и стилей. Концерты проходили в 1907—1917 годах.

## История
Идея общедоступных исторических концертов принадлежала члену дирекции Московского отделения ИРМО Ю. С. Сахновскому. Дирекция ИРМО предоставляла для концертов бесплатно Большой зал Московской консерватории и нотную библиотеку. Новые ноты приобретались С. Н. Василенко за свой счёт. Большой симфонический оркестр постоянного состава включал преимущественно музыкантов Большого театра, а также оркестрантов со стороны. Музыканты (оркестранты и солисты — инструменталисты и певцы) выступали за умеренную плату, поступавшую из личных средств Василенко.
В 1-й сезон (1907/1908) состоялось 7 концертов, первый из них прошёл 25 ноября 1907 года. «Весь абонемент расхватали в три дня. Приходилось вызывать полицию, так как у касс чуть не дрались». Концерты проходили, как правило, утром в воскресенье. «Цены на билеты установили смехотворно дешевые <…>. Преимущественное право на приобретение абонементов мы предоставили рабочим Цинделевской, Прохоровской, Морозовской и других фабрик, учащейся молодежи — университету, Институту путей сообщения, Народному университету имени Шанявского, техническим училищам. Учеников консерватории пускали по контрамаркам».
В каждый сезон начиная со 2-го (1908/1909) проводилось около 10 концертов. С 4-го сезона (1910/1911) наплыв слушателей стал так велик, что Василенко принял решение проводить генеральные репетиции при публике (по бесплатным пропускам). В 5-й сезон (1911/1912) каждый концерт повторялся. Концерты пользовались огромной популярностью, и в сезон 1913/1914 получили «окончательное признание» прессы. В сезон 1914/1915 концерты в Большом зале консерватории не устраивались, в сезоны 1915/1916 и 1916/1917 возобновились, также было организовано несколько концертов в Малом зале с уменьшенным составом исполнителей. В 1917 году прошло три концерта в Большом зале под управлением Василенко со смешанной (не «исторической») программой, последний из них (22 марта 1917 г.) состоял из произведений Л. ван Бетховена (4-й фортепианный концерт исполнял Н. К. Метнер). Самый последний из Исторических концертов прошёл 6 апреля 1917 г. в Малом зале консерватории под управлением М. М. Ипполитова-Иванова.

Музыкально-пропагандистская деятельность композитора, выступавшего в роли дирижёра и одновременно в роли лектора, продолжалась и после Октября, когда она была перенесена в Сокольники — на эстраду общедоступных концертов, а также в воинские части и в рабочие клубы. Трудно переоценить значение этой благородной музыкально-общественной деятельности, которая может сравниться по своему значению с «Историческими концертами» Ант. Рубинштейна и деятельностью Бесплатной музыкальной школы под руководством Балакирева и Римского-Корсакова.
— 

## Программы
Концертные программы С. Н. Василенко составлял заранее на весь сезон таким образом, чтобы представить слушателям музыку в исторической перспективе: западноевропейскую музыку от 15-17 вв. до К. Дебюсси, русскую — от 18 в. до А. Н. Скрябина. Отдельные программы были полностью посвящены сочинениям Л. ван Бетховена (16 декабря 1907 г., 14 ноября 1910 г. и др.), В. А. Моцарта (31 октября 1910 г.), Й. Гайдна (13 декабря 1909 г., с участием специально приглашённой В. Ландовской, с оркестром она играла на фортепиано, камерные сочинения исполняла на клавесине). 11 октября 1908 г. состоялся «экстренный» концерт, посвящённый памяти Н. А. Римского-Корсакова (дирижировал Василенко, исполнялись в том числе «Шехеразада» и «Светлый праздник»). Убеждённый вагнерианец, С. Н. Василенко неоднократно исполнял сочинения Р. Вагнера (к негодованию Ю. С. Сахновского, который искренне считал, что Вагнер «не стоит стоптанного сапога Калинникова»). В 1909 г. он продирижировал заключительной сценой из оперы «Парсифаль» (впервые в Москве, с участием оркестра из 120 человек, большого сводного хора и колоколов, выбранных им специально для этого концерта на заводе Самгиных). Впервые в России им были исполнены «Дон Кихот» Р. Штрауса (1910 г.), «Легенда о св. Елизавете» и «Данте-симфония» Ф. Листа (1911 г.). 7 января 1911 г. Василенко впервые дал авторский концерт.
В каждом сезоне С. Н. Василенко включал в программы и старинную музыку, увлечение которой у него возросло после гастролей в Москве в 1907 году (по приглашению ИРМО) французского Ансамбля старинных инструментов под руководством А. Казадезюса. Василенко делал попытки познакомиться со старинными инструментами и нотами, однако это не вызвало ответа со стороны Казадезюса ни тогда, ни впоследствии в Париже. По воспоминаниям Василенко, в 1907 году А. Казадезюс и А. Казелла, который играл в ансамбле Казадезюса на клавесине, заметив его заинтересованность, от контактов всё же уклонились. Начиная с лета 1908 года Василенко занимался поисками рукописей старинных мастеров в библиотеках Европы, нанимал переписчиков, далее ноты отсылались в Москву; за время существования Исторических концертов он побывал в библиотеках Болоньи, Милана, Парижа, Берлина, Вены, Дрездена, Нюрнберга, Амстердама. Со 2-го сезона старинная музыка звучала в оркестровых переложениях Василенко — признанного мастера инструментовки. В дальнейшем ему помогали другие музыканты, в том числе его собственные ученики. Таким образом, в Исторических концертах в оркестровых переложениях были исполнены сочинения Ж. Б. Люлли, Ж.-Ф. Рамо, И. С. Баха, Г. Ф. Генделя, А. Гретри, Г. Муффата, Ж.-М. Леклера, старинные французские песни, лютневая музыка XV—XVI вв. и другие (многие сочинения — впервые в России).
Постоянным концертмейстером оркестра Исторических концертов во всё время их существования был скрипач оркестра Большого театра Л. Н. Шило (1883—1944). В оркестре играли многие известные музыканты — альтисты А. К. Метнер и А. Г. Блюм, флейтист В. В. Леонов, кларнетист С. В. Розанов, валторнист В. Н. Солодуев, тромбонисты В. М. Блажевич и И. В. Липаев (инспектор оркестра), арфистка М. А. Корчинская и другие. Розанов, Корчинская выступали в концертах и в качестве солистов. В первых двух сезонах каждому концерту предшествовала лекция Ю. Д. Энгеля, в дальнейшем лекции были заменены подробными программами. Концертами дирижировал постоянно С. Н. Василенко, в первые два сезона также Ю. С. Сахновский, с 3-го сезона — М. М. Ипполитов-Иванов, в дальнейшем несколько концертов провёл Н. Н. Черепнин. В качестве солистов в разные годы выступали пианисты С. И. Танеев, А. Б. Гольденвейзер, К. Н. Игумнов, К. А. Кипп, А. И. Зилоти, М. Н. Мейчик, Э. Фрей, М. Пауэр, скрипачи А. И. Могилевский, К. С. Сараджев, Б. О. Сибор, виолончелист С. М. Козолупов, органисты Т. Х. Бубек, Я. Я. Хандшин, певцы В. В. Люце, В. Н. Петрова-Званцева, Е. А. Степанова, А. И. Добровольская, А. В. Нежданова, Л. Н. Балановская, К. Г. Держинская, Л. В. Собинов, В. Р. Петров и другие.